# ピアノの恋人
『ピアノの恋人』（ピアノのこいびと）は、喜多尚江による漫画。
『花とゆめ』および『花とゆめプラチナ増刊』（ともに白泉社）において、1997年から1998年まで連載された。全7話。
音楽とピアノをテーマに、ピアニスト志望の男子高校生とピアノ調律師見習いの元天才ピアニストの友情を描く。この作品の第1巻は喜多尚江の20冊目のコミックであり、デビュー10周年の年であった。
2016年、『花丸漫画』（白泉社）に掲載誌を移して連載が再始動。『花丸漫画』Vol.9より連載を開始した。

## ストーリー
音楽高校1年生の久藤道明はピアニスト志望で腕もいいのだが、極度のあがり症のせいで実力を出せずコンクールはいつも入賞すらできずに終わってしまっていた。そんな時に彼が出会ったのは、幻の天才ピアニスト・河野兼雅。彼は家出中で、調律師を目指しているのだとか。彼に出会ってから道明はあるジンクスで弱点を克服していった。しかしそのジンクスはとても人には言えないようなことで、道明は大きな悩みを抱えることとなってしまう。

## 登場人物
久藤 道明 （くどう みちあき）
音楽高校1年生でピアニスト志望、16歳。あがり症のせいで実力を出し切ることができずコンクールはいつも落ちていたが、ある日知り合った兼雅のおかげであがり症を克服し本番で実力を出せるようになる。しかしあがり症を克服するジンクスは兼雅とキスをすることであるため、道明はかなり嫌がっている（そもそもピアノに関係ない時でも勝手にキスをしてくるため）。
教育実習生である水沢遼子のことが好きだったが、遼子が兼雅のことを好きだと知ってからはどうなっているかわからない。ピアノの腕は自身では下手だと思っているようだが、兼雅は道明のピアノを気に入っている。何度もキスをしているが、兼雅のことはただの友達としか思っていない。
河野 兼雅 （こうの かねまさ）
10歳の時国際コンクールで最年少で優勝し、それからも幻のピアニストと騒がれた14歳。「ケンガ」の愛称で親しまれている。女の子と見違えそうな顔立ちをしており、たびたび女装をすることもある（その時は誰にも男だと気付かれていない）。
ピアノの腕は超一流で、それを聞いたピアニスト志望の青年が自分の実力に絶望して自殺未遂したほど。そのことからウォルターは兼雅のことを「ローレライ」と呼んでいる。絶対音感と優れた記憶力の持ち主で、それらを利用して亜里の誘拐事件を解決した。
ファーストキスは6歳の時、コミュニケーションとしてウォルターにされた。そのときはびっくりして泣き出してしまったらしいが、その後は誰とでもキスをしたがるキス魔となってしまった。
水沢 遼子 （みずさわ りょうこ）
道明の近所に住んでいる女子大生で、道明の学校に教育実習生として行っていた。家には立派なピアノが置いてある。兼雅のファン。
真島 沙里子 （まじま さりこ）
道明が優勝したコンクールで準優勝した高1の女の子。道明のことが好きだったが、道明と兼雅が恋仲にあると勘違いしたらしく、「二人のこと応援するからね」と言っていた。家にはピアノ練習用の離れがある。
新見 愛 （にいみ めぐみ）
兼雅に片想いしていた少女。兼雅に告白したものの断られてしまった。その後は学校の教師と付き合っている。聖マリア女学園の生徒。
新見 涼子 （にいみ りょうこ）
道明の学校の事務職員で、愛の姉。愛を振った兼雅を恨み、なぜか道明の家のピアノを盗んだ。ピアノはバラバラに分解されて聖マリア女学園の鐘の塔に隠されていた。顔が派手でよく男にモテるのだが、自分はその顔を気に入っておらず、愛が一番かわいいと思っている。
斎藤 亜里 （さいとう あり）
道明の学校の校長の娘。身代金目当てに誘拐された。ピアノを弾くのが苦手なのに誕生パーティーで演奏させられそうになって演奏時間をなくそうと道明をパーティーに誘ってピアノを弾かせた。
エドワード・カーソン
世界的に有名なチェロ奏者。花火大会で兼雅を見かけたが兼雅が女物の浴衣を着ていたため本人と確信はできなかった。
一条 唯音 （いちじょう ゆいね）
兼雅の従兄妹で、スイスの学校に通っている。13歳。名前に音が入っているにもかかわらず楽器音痴なことをコンプレックスに思っている。道明と兼雅の仲に嫉妬していた。
グレンフェル侯ウォルター・チェスターフィールド
チェスターフィールドプロモーションの社長で、兼雅の遠い親戚。兼雅の過去を知る数少ない人物。道明のことをバカにしていた。

## 書誌情報
- 喜多尚江 『ピアノの恋人』 白泉社〈花とゆめコミックス〉、全2巻
  1. 1998年9月発売、ISBN 4-592-17704-5
  2. 1999年1月発売、ISBN 4-592-17112-8
    - 「約束の花」（『メロディ』1997年10月号掲載）、「空耳の森で」（『花とゆめ』1992年22号掲載）を併録
- 喜多尚江 『ピアノの恋人 ppp（ピアニッシシモ）』 白泉社〈花とゆめコミックススペシャル〉、既刊3巻（2019年5月20日現在）
  1. 2017年4月20日発売、ISBN 978-4-592-21786-2
  2. 2018年4月20日発売、ISBN 978-4-592-21787-9
  3. 2019年5月20日発売、ISBN 978-4-592-21788-6